# Raues Bergchamäleon
Das Raue Bergchamäleon (Trioceros rudis, Synonym: Chamaeleo rudis) ist eine kleinbleibende, montan lebende Chamäleon-Art aus Ost- und Zentralafrika. Man findet die Spezies üblicherweise in Montanregionen über 2300 m Seehöhe.

## Merkmale

### Färbung
Das Raue Bergchamäleon gehört mit 16 – 20 cm Gesamtlänge zu den kleinsten Arten der Gattung Trioceros. Die Grundfärbung der Art reicht von stumpfen Braun- und Beige-Tönen zu einem leuchtenden Grün und verändert sich abhängig von Stimmungslage, Umgebung und Temperatur. Beide Geschlechter tragen in Ruhefärbung zwei gelb bis orange gefärbte Seitenstreifen, welche sich horizontal entlang beider Körperseiten vom Schwanzansatz bis zum Hals erstrecken und in farblich entsprechenden Wangenflecken münden. Besonders beim Männchen verbinden sich diese Streifen häufig zu einer ausgedehnten Farbfläche, die beinahe die gesamte Körperseite bedeckt.
Darüber hinaus zeigen beide Geschlechter abhängig von ihrer jeweiligen Stimmung vielfältige, wenig kontrastierende Ornamente, Rauten, Horizontal- und Vertikalstreifen in blauen, grünen, gelben, orangen, braunen, schwarzen und teilweise auch roten Farbtönen.

### Körperbau
Der Körperbau ist chamäleontypisch, die vier sehr beweglichen Beine tragen jeweils fünf mit Krallen besetzte Zehen, welche zu „Greifzangen“ verwachsen sind. Beide Geschlechter haben einen kleinen Helm, ausgeprägte Augenbrauenkanten und einen unauffälligen, unregelmäßig gezackten und nur wenige Millimeter hohen Rücken- und Bauchkamm. Es werden weder Hörner noch ein Nasenfortsatz ausgebildet.
Der lange Schwanz wird als zusätzliches Greiforgan benutzt und in der Ruheposition unter dem Körper zusammengerollt.

### Geschlechtsunterschiede
Die Geschlechter unterscheiden sich vor allem in der Körperform. Weibchen sind zumeist deutlich fülliger und größer als Männchen, darüber hinaus findet sich bei männlichen Individuen ein durch Hemipenestaschen bedingter, verdickter Schwanzansatz.

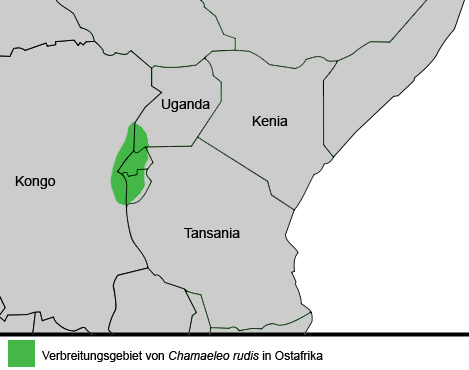
Verbreitungsgebiet von Chamaeleo rudis nach Razetti & Msuya, 2002

## Vorkommen und Lebensraum
Das Verbreitungsgebiet des Rauen Bergchamäleons erstreckt sich in den ostafrikanischen Bergregionen vom Süd-Westen Ugandas über den Osten des Kongos und Ruanda bis nach Burundi. Die Art wurde in Höhen zwischen 2300 und 3000 m lokalisiert.
Die Temperaturen in diesen immerfeuchten Höhen erreichen ganzjährig 22–25 °C tagsüber und sinken nachts auf 8–14 °C ab. Die Luftfeuchtigkeit bewegt sich dabei fortwährend in einem hohen Bereich von 70–100 %.
Das Raue Bergchamäleon bewohnt in diesen Regionen sowohl Wälder als auch offene Busch- und Graslandschaften und hält sich zumeist in einem Bereich von 1–2 m über dem Boden auf.

## Verhalten
Als tagaktiver Lauerjäger verbringt Trioceros rudis einen Großteil seiner Zeit im Geäst von Büschen und Bäumen, wo es seinen Beutetieren – kleinen Wirbellosen – auflauert.
Potenzielle Futtertiere werden chamäleontypisch mit beiden Augen anvisiert, mit einem gezielten „Schuss“ der langen Schleuderzunge erbeutet und im Ganzen verschluckt.
Über das Sozialverhalten dieser Spezies im Freiland ist wenig bekannt, es ist jedoch anzunehmen, dass es sich beim Rauen Bergchamäleon um eine solitär lebende Art handelt, die sich nur zur Fortpflanzung zu Paaren zusammenfindet. Terrarienbeobachtungen zeigen, dass die innerartliche Aggression bei Trioceros rudis im Vergleich zu anderen Arten (z. B. Jemenchamäleon) gering ausgeprägt ist.

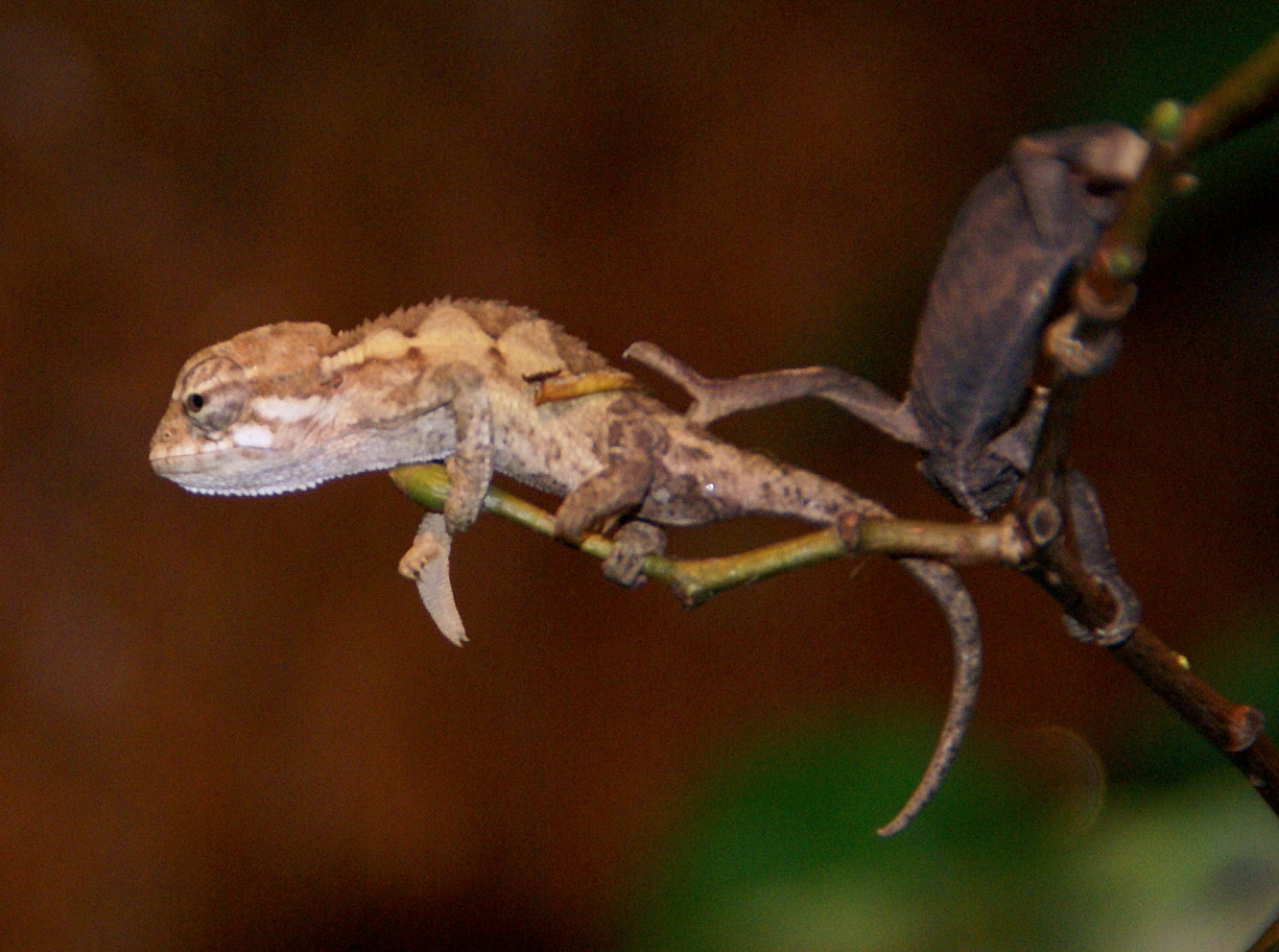
Chamaeleo rudis, Jungtier, wenige Stunden alt

## Fortpflanzung
Das Raue Bergchamäleon pflanzt sich ovovivipar fort, wobei das Weibchen pro Wurf 5 – 12 lebende Jungtiere zur Welt bringt, welche von einer transparenten, klebrigen Eihaut umgeben an Äste, Blätter und Baumrinde geheftet werden und sich schon wenige Sekunden nach der Geburt aus eigener Kraft aus dieser Eihaut befreien.
Die ca. 40 mm langen Neugeborenen tragen noch nicht die leuchtend grüne Färbung der Alttiere, sondern zeigen in der Hauptsache eine braune Grundfärbung in hellen und dunklen Schattierungen. Sie sind von Geburt an selbstständig.
Über das Balz- und Paarungsverhalten im Freiland ist nichts bekannt.

## Systematik
Trioceros rudis aus der Gegend des Mt. Ruwenzori in Uganda wurde 1906 von George Albert Boulenger erstmals beschrieben und benannt.
Obwohl keine Hörner ausgebildet werden, zählt man Trioceros rudis nach modernen Erkenntnissen innerhalb der Gattung Chamaeleo zur Untergattung der Dreihornchamäleons (Trioceros).
Es wurden vier Unterarten beschrieben, von denen mindestens zwei strittig sind und von der Mehrheit der Autoren als eigenständige Arten anerkannt werden.
- Trioceros rudis rudis, Vorkommen in Uganda, Ruanda und im Nordosten der Republik Kongo
- Trioceros rudis schoutedeni, Vorkommen in den Kabobo Mountains im Osten der Republik Kongo (Validität strittig, wird meist als eigenständige Art Trioceros schoutedeni anerkannt)
- Trioceros rudis schubotzi, Vorkommen am Mt. Kenya, Kenia (Validität strittig, wird meist als eigenständige Art Trioceros schubotzi anerkannt)
- Trioceros rudis sternfeldi, Vorkommen in Tansania (Validität strittig, wird meist als eigenständige Art Trioceros sternfeldi anerkannt)